# Derovatellus lentus
Derovatellus lentus là một loài bọ cánh cứng trong họ Bọ nước. Loài này được Wehncke miêu tả khoa học năm 1876.